# Caacupé
Caacupé is de religieuze hoofdstad van het overwegend katholieke Paraguay en een gemeente (in Paraguay un distrito genoemd); de stad telt circa 56.000 inwoners en ligt 54 kilometer ten oosten van Asunción.

## Bedevaartsoord
Centraal ligt de Basilica de Nuestra Senora de los Milagros, een imposante hedendaags kerkgebouw. De bouw begon in 1971 en werd afgerond in 1989. Eenmaal per jaar, op 8 december, komen er meer dan 300.000 pelgrims naar de kerk via verschillende pelgrimsroutes.
In 1988 werd de basiliek (basilica minor) ingezegend door paus Johannes Paulus II, een gebeurtenis die gememoreerd wordt in de mozaïekvensters van de kerk. In de houten fontanellen boven de deur zijn afbeeldingen van de pelgrimstochten te zien, waarop tevens auto's (four-wheel drives) staan afgebeeld. In 2015 bezocht paus Franciscus de stad en de basiliek.
De basiliek is tevens de kathedraal van het bisdom Caacupé.